# Heterocompsa stellae
Heterocompsa stellae är en skalbaggsart som först beskrevs av Martins 1962.  Heterocompsa stellae ingår i släktet Heterocompsa och familjen långhorningar. Inga underarter finns listade i Catalogue of Life.